# Stefans Grové
Stefans Grové   (Bethlehem, 23 de juliol de 1922 - Pretòria, 29 de maig de 2014) va ser un compositor sud-africà. Abans de morir, es va fer la següent valoració sobre ell: "Per molts és considerat com el més gran compositor viu de l'Àfrica, que posseeix una de les veus compositives més distintives del nostre temps".

## Primers anys de vida
A Bethlehem, Orange Free State, on va néixer Grové, la seva mare va treballar com a professora de música i el seu pare com a director de l'escola. L'educació musical de Grové va començar a l'escola i els seus primers esforços compositius daten d'aquest moment. Finalment es va formar com a pianista i organista, amb l'orientació del germà D.J. Roode i de la seva mare. Com a estudiant va romandre un àvid lector de partitures musicals (sovint sense l'assistència de les bandes sonores que l'acompanyaven), que no només va informar del seu propi desenvolupament com a compositor, sinó que també va poder desenvolupar el seu talent per a la lectura a la vista al piano.

## Vida i obres
El 1942 Grové es va traslladar a Klerksdorp on va treballar com a professor d'orgue de l'església durant dos anys. Posteriorment es va traslladar a estudiar composició a la Universitat de Ciutat del Cap primer amb William Henry Bell i després amb Erik Chisholm. Entre les composicions d'aquesta època s'inclouen una suite de ballet per a orquestra (1944), el quartet de corda en D major (1945) i unes czardas per a violí i piano (1946?).
Com a primer destinatari sud-africà d'una beca Fulbright, Grové va tenir l'oportunitat d'anar a la Universitat Harvard on va completar el màster. Entre els seus professors hi figuraven Thurston Dart i Walter Piston. Les obres que Grové va compondre sota la seva guia li van guanyar el premi "G. Arthur Knight" i el "New York Bohemian Prize". Aquests van ser premiats pel trio de Pianoforte i la Sonata per a pianoforte i violoncel. Grové va assistir a la classe de composició d'Aaron Copland a la Tanglewood Summer School i va estudiar la flauta a la "Longy School of Music". Després d'aquests estudis, a partir del 1956, Grové va impartir classes al "Bard College" durant dos anys, i després a l'Institut Peabody de Baltimore durant vuit anys més. Mentre treballava al "Bard College", Grové també va ocupar un lloc com a director de l'Església presbiteriana de Franklin Street, on va mantenir un interès per la interpretació de música primerenca, sobretot per les cantates de J.S. Bach. Una empresa similar es va realitzar amb un grup que Grové va fundar el 1962, el Pro Musica Rara.
Mentre que a l'estranger, Grové tenia, evidentment, una plataforma viable per a la interpretació de la seva música. Així, el seu Elegy for cordings es va representar a la Galeria de Washington el 1952; els Tres invents per al piano van ser presentats al Festival ISCM de Salzburg de 1953; la Sonata per a flauta i piano es va tocar a Cambridge, Massachusetts el 1954; el quintet Harp al saló Guildhall de Londres, el 1954; la Partita per a orquestra a Brussel·les, el 1964; la Primera Simfonia va ser dirigida per Max Rudolph amb l'Orquestra Cincinnati el 1966; el Concert per a violí es va interpretar aquell mateix any a Baltimore, sent el solista Gabriel Banat; i la Simfonia concertant va ser gravada el 1973 per la Radio Orchestra del sud-oest d'Austràlia.

## Afro-centrisme
Grové va tornar a Sud-àfrica per a fer un sàbat el 1960 quan va fer conferències a la "Universitat Potchefstroom" per a l'Ensenyament Superior Cristià, així com a la "South African College of Music". Va tornar definitivament a Sud-àfrica el 1972 i, l'any següent, va ser nomenat professor a la Universitat de Pretòria.
Grové va ser un dels primers compositors sud-africans en incorporar elements de la música negra africana al seu propi estil, "aventurant-se molt més enllà del simple color local per forjar una síntesi creativa única dels indígenes i del" occidental".
La fase estilística "africana" de Grové va ser el resultat d'un moment a Damasc quan va sentir una cançó cantada per un treballador de carrer africà. La melodia el va assaltar i li va inspirar la Sonata amb Motius africans per a violí i pianoforte (1984). Algunes altres obres compostes a l'estil afro-centirc de Grové són: Dance Rhapsody (1986), Lieder en danse van Afrika (1990), 7 Boesman-lieder per a soprano i quartet de corda (1990), Gesang van die Afrika-geeste (1993), Nonyana, el cerimonial ballarí per a piano (1994), Afrika Hymnus I per a orgue (1995) i Afrika Hymnus II per a orgue (1996).
Recordant l'element africà a l'estil madur de Grové, es pot rastrejar el seu desenvolupament "des de Debussy i Ravel fins a Bartok i el neoclassicisme d'Hindemith, amb passions per Messiaen i una fascinació més duradora per Bach i contrapunt precoç". Sens dubte, va tenir una millor exposició a l'avantguarda europea i americana que els seus contemporanis i aquesta diferència es nota en la qualitat de la seva música. La seva obra, Glimpses. Five Miniatures for Piano (2004) es va representar a les Jornades Mundials de la Música de l'ISCM a Hong Kong el novembre del 2007.
Va morir a Pretòria, als 91 anys.